# كأس القارات لكرة السلة 2019
كأس القارات لكرة السلة 2019 هو الموسم 27 من كأس القارات لكرة السلة. أشرف على تنظيمه الاتحاد الدولي لكرة السلة، وفاز فيه نادي إيه إي كي لكرة السلة.